# Koerden

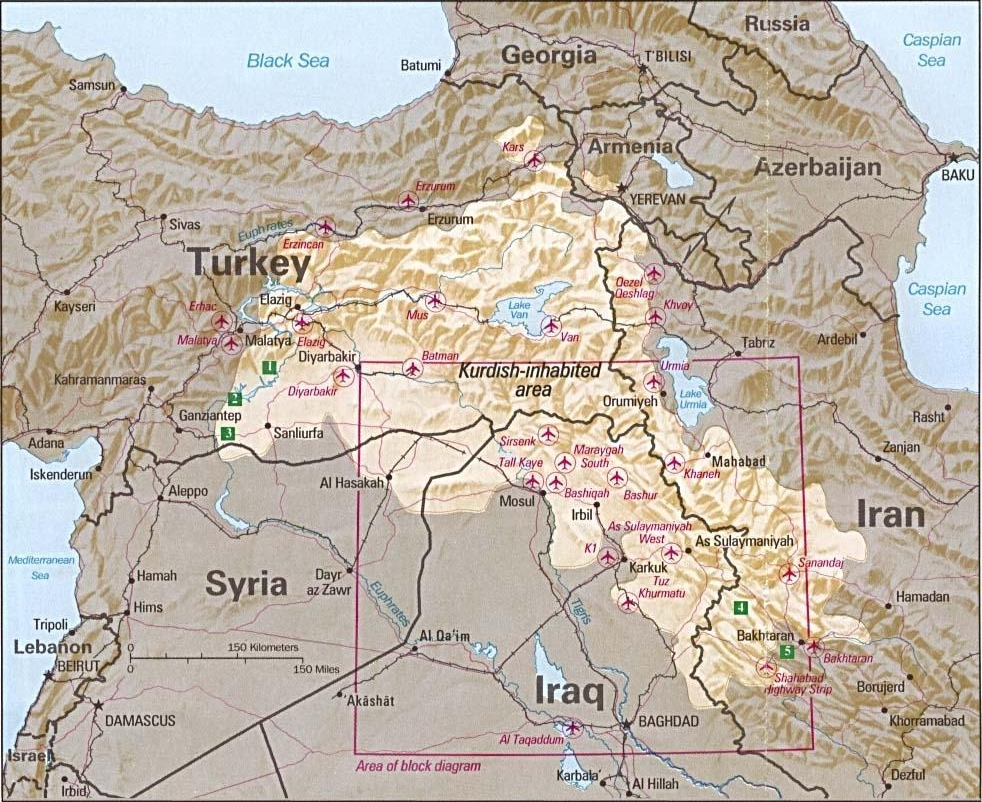
Kaart van door Koerden bewoonde gebieden, 1992 (The General Libraries, University of Texas, Austin)

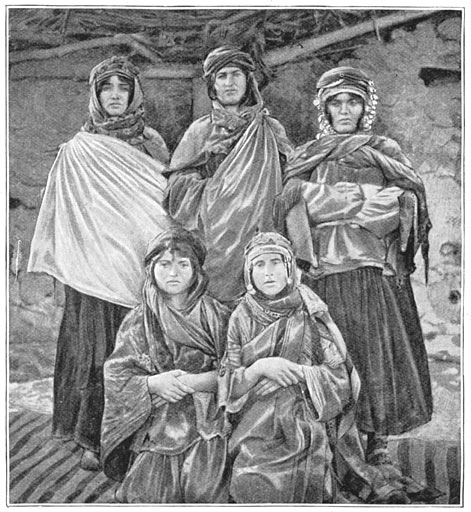
Koerdische vrouwen aan de oever van de Kaspische Zee begin 20e eeuw

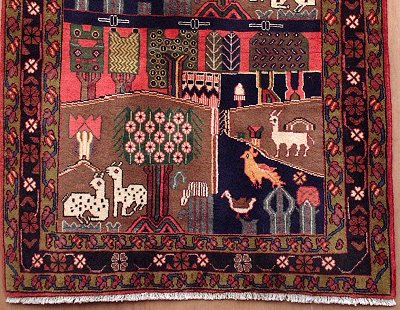
Koerdisch tapijt

De Koerden (Koerdisch: کورد Kurd) zijn een volk verspreid over verschillende landen, met ruim 45,6 miljoen mensen die voornamelijk in het Midden-Oosten wonen. Begin 2017 verblijven naar schatting anderhalf miljoen Koerden in Europa. Ze stammen af van verschillende etnische groepen, waaronder de Meden, de Guti en de Carduchi.
De Koerden zijn in de meerderheid in de autonome regio van Iraaks-Koerdistan en zijn een belangrijke minderheid in de buurlanden Turkije, Syrië en Iran, waar de Koerdische nationalistische bewegingen blijven vechten voor meer vrijheden.

## Algemeen
De herkomst van de Koerden is niet geheel duidelijk. Volgens de Koerdische professor Mehrdad M.R. Izady zijn de Koerden de afstammelingen van de volkeren die zich in de loop van duizenden jaren vestigden in de geografische landstreek die Koerdistan heet. Hun taal, het Koerdisch, waarvan meerdere varianten en dialecten bestaan, is net als het Perzisch een Indo-Iraanse taal. De Indo-Iraanse talen vormen, net als de Germaanse talen, waartoe het Nederlands behoort, een subgroep binnen de Indo-Europese talen.
De Koerden wonen in Turkije, Syrië, Irak (Koerdische Autonome Regio), Iran, Armenië en in de vroegere Sovjet-Unie. Er is ook een Koerdische diaspora, die vooral in Noord-Amerika en Europa woont. De Koerden vormen een van de volkeren die een eigen taal en cultuur hebben, maar geen eigen staat. In Irak hebben de Koerden, na de val van het regime van Saddam Hoessein, verregaande autonomie verworven.
Aan het begin van de 20e eeuw, toen het Ottomaanse Rijk werd opgedeeld, was in het Verdrag van Sèvres (1920) autonomie voor de Koerden voorzien, met de mogelijkheid tot onafhankelijkheid na enkele jaren. Hiervan is niets terechtgekomen, omdat het verdrag nooit geratificeerd is door het Turkse parlement. Door de opstand van Turkse patriotten onder leiding van Atatürk is het verdrag nooit rechtsgeldig geworden. De Vrede van Lausanne in 1923, die de grenzen van het moderne Turkije vastlegde, repte met geen woord over de Koerden.

## Religie
De meeste Koerden zijn religieus. Circa 90% is moslim en ook zijn veel Koerden jezidi's. Een zeer klein deel, circa 0,03%, is christelijk en er bestaat zelfs een kleine joodse minderheid. Van deze laatste groep is sinds de onafhankelijkheid van Israël een deel naar dit land geëmigreerd.
In de 7e eeuw hebben de meeste Koerden zich bekeerd tot de islam na de Arabische veroveringen. Vroeger hadden de Koerden het zoroastrisme als geloof.

## Huidige situatie
Het streven te komen tot een Koerdische staat, Koerdistan, wordt door diverse landen in de regio gezien als bedreiging van de integriteit van hun grondgebied en hun stabiliteit.

### Turkije

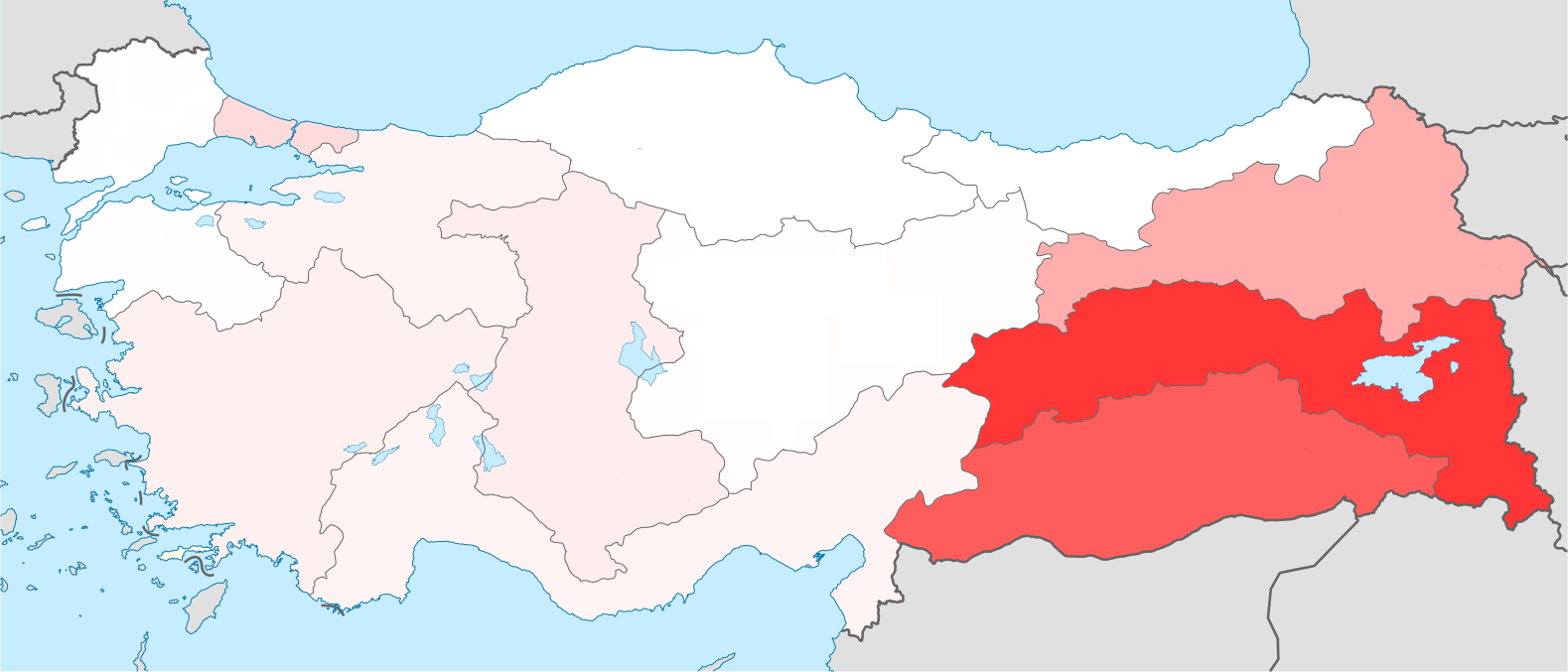
Schatting van het aandeel Koerden per statistische regio (2010)

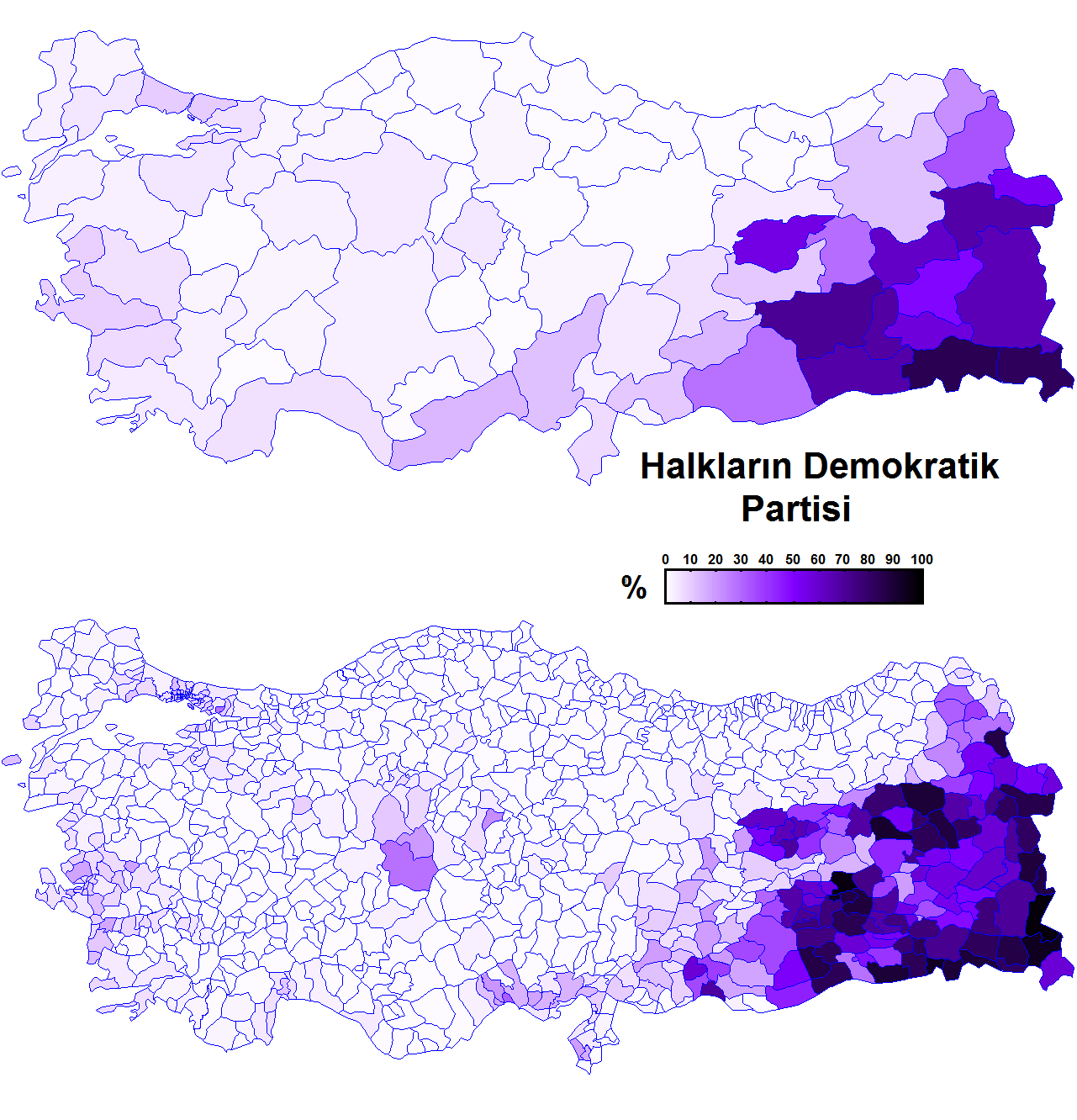
De resultaten van de HDP op provinciaal en gemeentelijk niveau tijdens de Turkse algemene verkiezingen van 2015

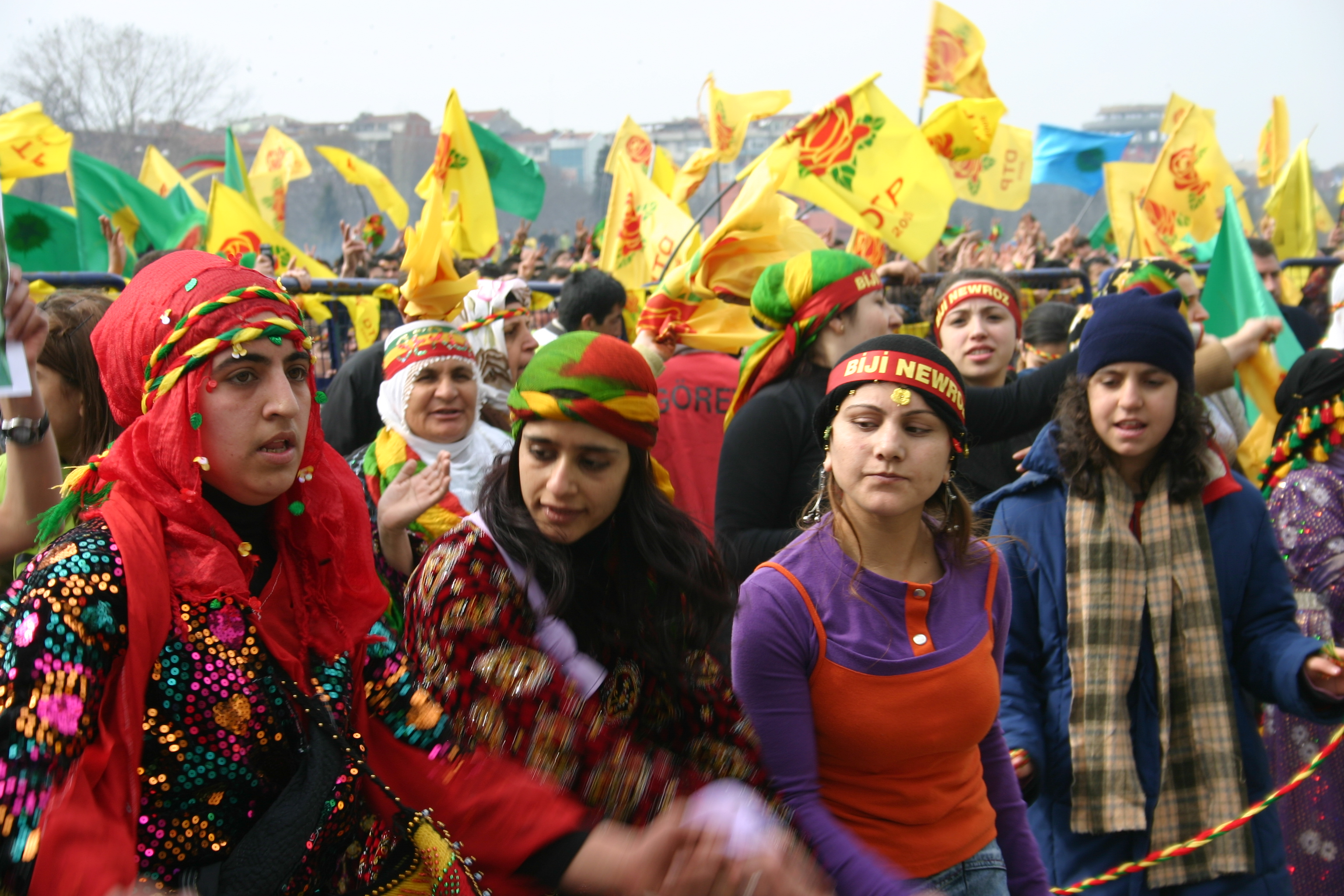
Koerdische vrouwen vieren Noroez in Istanboel (2006)

Koerden (inclusief Zaza) vormen ongeveer 15% tot 20% van de Turkse bevolking (12 tot 16 miljoen personen). Ze wonen hoofdzakelijk in het oosten en zuidoosten van Turkije, maar er zijn ook significante Koerdische gemeenschappen in grote steden in het westen van het land, waaronder Istanboel (c. 15%) en Izmir. In Centraal-Anatolië wonen ongeveer 2 miljoen Centraal-Anatolische Koerden. Veel Koerden uit Turkije zijn geëmigreerd naar andere landen zoals landen in West-Europa. In landen als Nederland, België, Duitsland, Zwitserland en Oostenrijk woont een grote Turkse minderheid. Een deel van deze afstammelingen van gastarbeiders zijn echter geen etnische Turken maar Koerden.
De Koerden vormen een belangrijke minderheid in de Republiek Turkije. Vroeger, ten tijde van het Ottomaanse Rijk, konden volkeren zoals de Koerden volgens hun eigen cultuur leven, zolang ze het centrale gezag maar respecteerden. In het moderne Turkije van president Atatürk veranderde dit. De Turkse regering erkende het bestaan van een apart Koerdisch volk niet.
Na de Turkse nederlaag in de Eerste Wereldoorlog werd in 1920 de Vrede van Sèvres getekend tussen de Geallieerden en het Ottomaanse Rijk. Krachtens dit verdrag zou Turkije veel territorium verliezen en er zou onder andere een lokaal autonoom [Koerdistan ontstaan, met uitzicht op onafhankelijkheid indien aan bepaalde voorwaarden zou worden voldaan. Het aan de Turken opgelegde verdrag werd echter nooit bekrachtigd door het Turkse parlement. Turkse patriotten onder leiding van Atatürk vonden het verdrag echter onaanvaardbaar. Er werd een onafhankelijkheidsoorlog gevoerd (1919-1923) die door Turkije werd gewonnen.
In het nieuwe vredesverdrag, de Vrede van Lausanne, was geen sprake meer van een Koerdistan. Vanaf 1924 was Atatürk het nieuwe staatshoofd en volgens hem paste een aparte Koerdische identiteit niet binnen zijn ideaal van een "Turkse natiestaat", waarbinnen volgens Atatürk alleen "Turken" woonden. Het woord "Turk" is in de Turkse grondwet als volgt gedefinieerd: iedereen die in Turkije woont wordt Turk genoemd. De discussie die dit tot gevolg heeft is of het woord "Turk" een nationaliteit is of aan een etnische afkomst refereert. Atatürk en zijn opvolgers waren voorstander van Turks-nationalisme om hiermee de nieuwe staat te versterken. Hierbij werden minderheden, zoals Koerden en ook Armeniërs, cultureel onderdrukt en gedwongen zich te assimileren met de Turkse meerderheid.
In de beginjaren van de staat Turkije vond een serie opstanden onder sommige Koerden plaats. De eerste opstand was de Kocgiri opstand van alevitische Koerden, die een onafhankelijk Koerdistan tot doel hadden. Deze opstand werd neergeslagen door Turkije. De tweede opstand stond onder leiding van sjeik Said, een soennitische Koerdische geestelijke. Ook deze opstand werd onderdrukt en sjeik Said werd gearresteerd en opgehangen. Bij de derde opstand, in 1927, riepen de Koerden in het noordoosten van het land de Republiek Ararat uit. Zij werden in 1930 op bloedige wijze verslagen door het Turkse leger. Eind van de jaren '30 brak in de stad Tunceli de opstand van Dersim uit en ook deze opstand werd wederom onderdrukt. Hierna besloten de Koerden voorlopig geen nieuwe opstanden meer te ondernemen en deze situatie duurde een tijdlang voort. Bij sommige Koerden bleef het onafhankelijkheidsstreven echter leven en na 40 jaar werd de Koerdische partij PKK opgericht, die openlijk de Koerdische onafhankelijkheid met geweld begon na te streven.
In de volkstellingen tot 1965 werden de etnische minderheden van Turkije geregistreerd. In de jaren dertig en veertig werden de Koerden daarbij als "Bergturken" (dağlı) geregistreerd. Sommige Turkse taalkundigen probeerden - met officiële steun van de Turkse overheid - zelfs aan te tonen dat het Koerdisch een dialect zou zijn van het Turks. In de jaren tachtig werd een nieuw eufemisme bedacht voor de Koerden; ze werden sindsdien geregistreerd als "Oostelijke Turken" (doğulu). Een aantal medewerkers van de SIS (Turks Bureau voor de Statistiek) die het bij de volkstelling van 1985 mogelijk wilden maken aan burgers in de volkstellingslijsten aan te geven dat ze als tweede taal Koerdisch spraken, werden hiervoor door de staat aangeklaagd. De Turkse grondwet kent naast een artikel tegen discriminatie op basis van taal ook een aantal artikelen die het openbaar gebruik van talen die zijn "verboden bij wet" verbieden. Deze wetten zijn in de praktijk niet ingezet in rechtszaken, maar werden tot 1991 wel ingezet bij de argumentatie voor het arresteren van Koerdische burgers.
De Koerden hebben in Turkije wel de hoogste posities kunnen bereiken, zoals president, premier, vicepremier of legerleider. In 1983 werd Turgut Özal premier van Turkije. Hij was gedeeltelijk van Koerdische komaf en was tussen 1989 en 1993 president van het land. Onder zijn bewind verbeterde de situatie zich enigszins en mocht bijvoorbeeld het woord 'Koerden' weer gebruikt worden. Wel bleef de situatie met betrekking tot de taaldiscriminatie ook onder zijn bewind bestaan. Koerdische gevangenen werden bijvoorbeeld in de jaren negentig nog steeds gedwongen om Turks te gebruiken in hun gesprekken met hun advocaten en bezoekende familieleden; zelfs al spraken ze de taal niet.
Er zijn ook Koerden die streven naar een onafhankelijke staat zoals de Koerdische afscheidingsbeweging PKK en andere afscheidingsbewegingen. De PKK, die opgericht werd in 1978, voert in Turkije sinds 1984 een gewapende strijd voor Koerdische onafhankelijkheid. De strijd die de Koerdische PKK sindsdien heeft geleverd, heeft al vele levens gekost, aan beide kanten. Tussen 1984 en 1999 stierven bij de gevechten tussen het Turkse leger en de PKK ruim dertigduizend mensen en werden door het Turkse leger meer dan drieduizend dorpen van de kaart geveegd. De PKK is als een terroristische groepering aangeduid in de Verenigde Staten en Turkije. Ook de Europese Unie kwalificeerde de PKK in 2002 als zodanig. In april 2008 werd de Europese Unie echter door het Europese Gerechtshof in eerste aanleg gelast deze beslissing ongedaan te maken - niet omdat de organisatie van karakter was veranderd maar omdat er procedurefouten waren gemaakt. In januari 2009 werd de PKK weer opgenomen op de terreurlijst van de Europese Unie. In Nederland komt de PKK nog steeds voor op de door de Nationaal Coördinator Terrorismebestrijding (NCTb) samengestelde lijst van terroristische organisaties.
Nog steeds is het Koerdische gebied erg achtergesteld. Het percentage analfabeten is bijvoorbeeld drie keer hoger dan in het westen van Turkije, het inkomensniveau is een stuk lager en de zuigelingensterfte is er hoger. In de grondwet wordt tot op heden geen melding gemaakt van Koerden, net zomin dat geldt voor alle andere minderheidsgroepen. Het gebruik van de Koerdische taal bij officiële gelegenheden is verboden en tot 1991 was het zelfs helemaal verboden Koerdisch te spreken. Vooral onder druk van Europese mensenrechtenorganisaties en het Turkse verlangen om het lidmaatschap van de Europese Unie te verwerven wordt de minderheden in Turkije toch langzaam meer vrijheden toegestaan. Sinds 25 december 2008 (testfase) wordt er in het Koerdisch uitgezonden. Per 1 januari 2009 officieel via TRT Şeş ofwel TRT6. Vanaf 10 januari 2015 heet de televisiezender TRT Kurdî. Per 21 maart 2015 is er ook een televisiezender gericht op kinderen; Zarok TV. Er wordt in Kurmanci, Zazaki en Soranî uitgezonden. In 2009 stelde de AKP-regering dat de Koerdische kwestie langs democratische weg opgelost zal worden. Een staatsuniversiteit in Zuid-Turkije, waar veel Koerden wonen, heeft een postdoctorale opleiding opgezet, waar in het Koerdisch, Perzisch, Arabisch en Aramees wordt lesgegeven. Onder de regimes van premier Recep Tayyip Erdoğan werden er betrekkelijk goede relaties ontwikkeld met de Koerdische Autonome Regio in Irak.

### Irak

Jezidi's in het bedevaartsoord Lalish in de Koerdische Autonome Regio

In 1970 werd in Irak officieel een autonome regio voor de Iraakse Koerden ingesteld, met een eigen parlement. In werkelijkheid was er geen enkele autonomie: het bestuur werd tot de Golfoorlog van 1990-1991 geheel beheerst door getrouwen van Saddam Hoessein.
In de jaren tachtig van de 20e eeuw werden opstandige Koerden door het bewind van Saddam Hoessein met harde hand aangepakt. Vanwege gifgasaanvallen op de burgerbevolking werd het plaatsje Halabja hier symbool van.
Na Operatie Provide Comfort (1991) viel een deel van het door Koerden bewoonde gebied buiten de invloedssfeer van de regering in Bagdad. Na gewelddadigheden tussen regeringstroepen en opstandelingen werd een ongemakkelijke machtsbalans ingesteld; Bagdad trok zijn troepen terug maar legde een blokkade om het gebied. Onder bescherming van Operatie Provide Comfort II konden de Koerdische Democratische Partij en de PUK hun machtsbasis uitbouwen. In 1994 en 1996 trokken zij tegen elkaar ten strijde, voornamelijk uit economische motieven. Het einde van het onderlinge geweld werd in 1998 door het Akkoord van Washington bezegeld.
Tijdens de Irakoorlog van 2003 vochten de Koerdische Peshmerga met de multinationale troepenmacht in Irak tegen het regime van Saddam Hoessein. Na de oorlog werd de Koerdische Autonome Regio ingesteld. Op nationaal niveau werden de Koerden vertegenwoordigd in het parlement. Jalal Talabani werd in 2005 de eerste Koerdische president van Irak.

### Iran

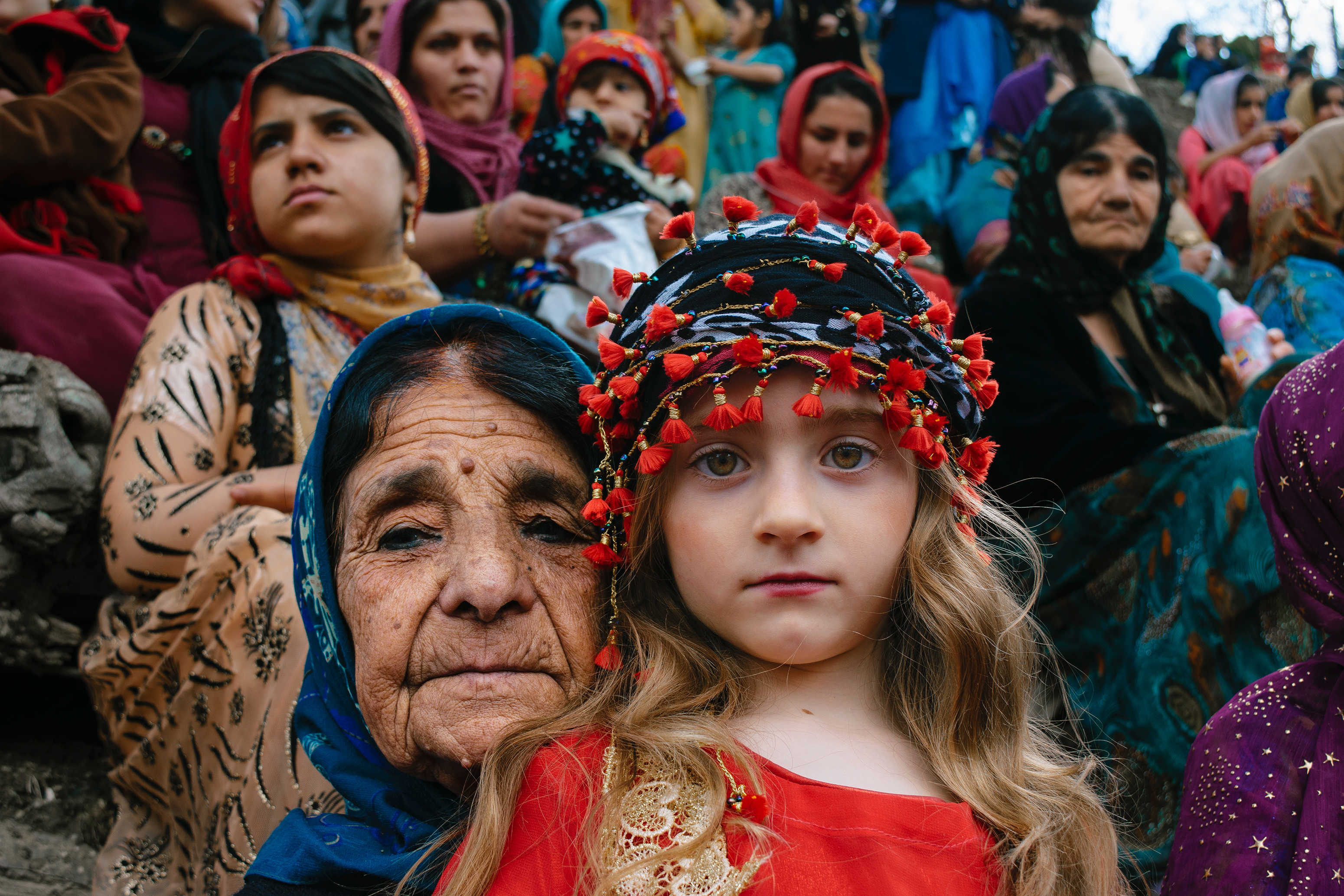
Een Koerdische vrouw en een kind uit Bisaran, Oost-Koerdistan

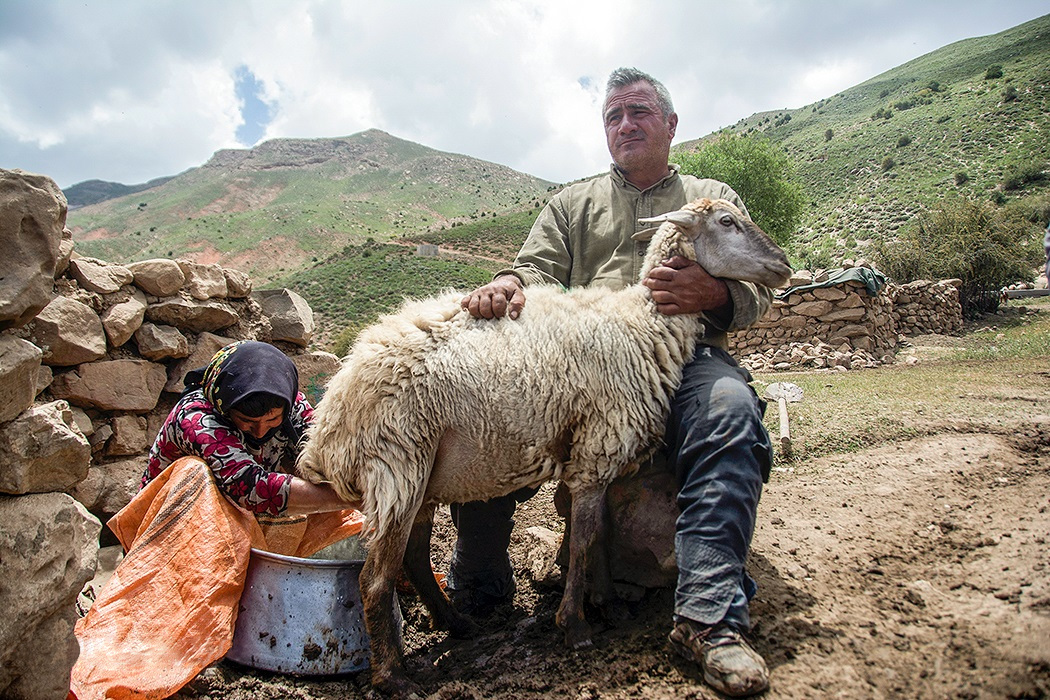
Een Koerdische vrouw melkt een schaap in Noord-Khorasan

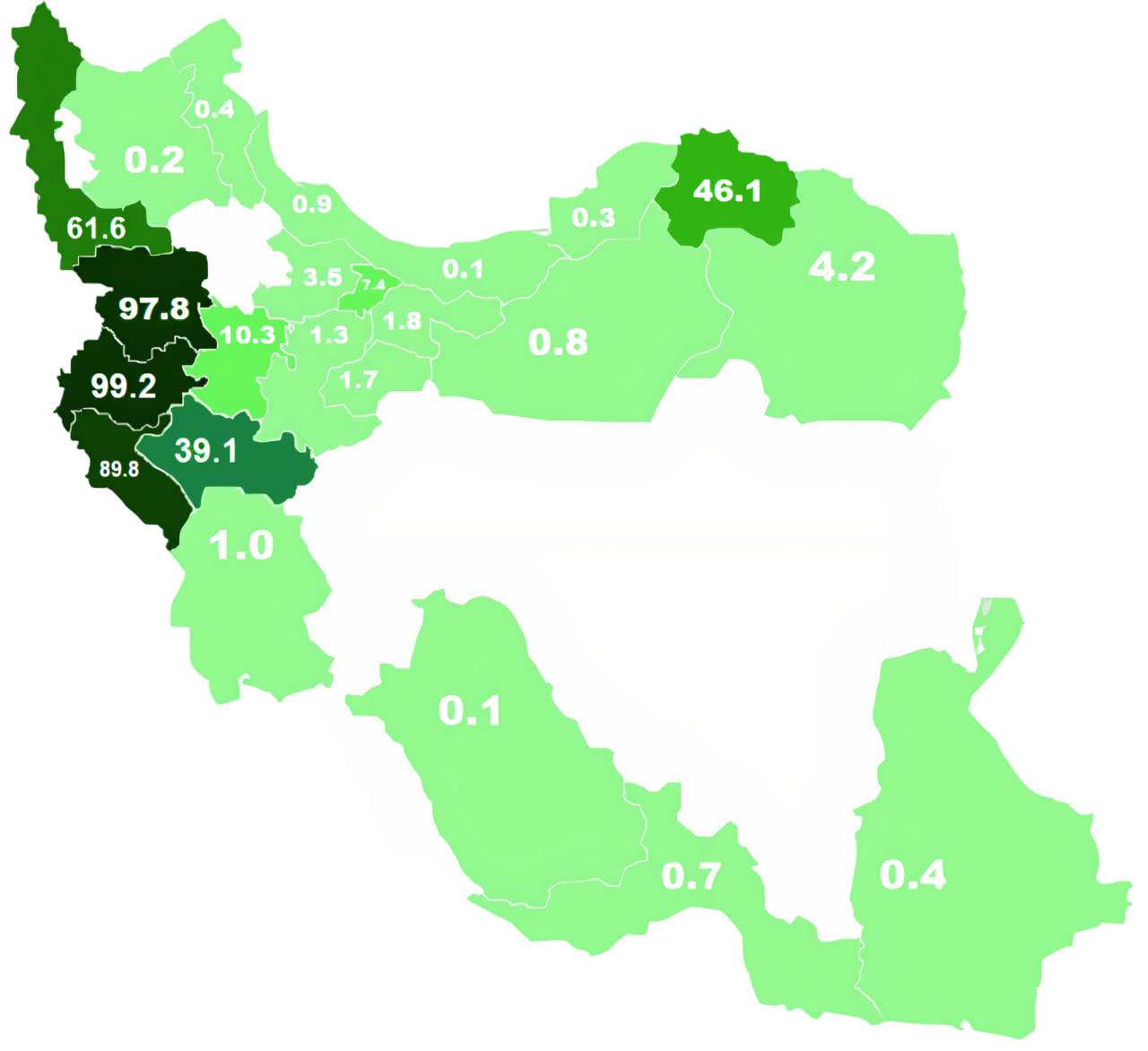
Verdeling van de Koerdische bevolking in Iran op basis van provincies

In Iran wonen ongeveer 7,98 miljoen Koerden, voor het grootste deel in het noordwesten van het land.
In de chaos die op de Eerste Wereldoorlog volgde, grepen Koerdische stammen de kans autonoom te worden. De strijd kende een hoogtepunt toen in 1926 een Perzische prins (sjehzade) uit de afgezette Kadjar-Dynastie vanuit Irak een opstand ontketende in Iraans Koerdistan. Daaraan kwam een einde in 1926-1927 toen de nieuwe sterke man van Iran, Reza Pahlavi, met een modern nationaal leger de tribale strijdkrachten bedwong. De Koerdische nomaden werden gedwongen zich blijvend te vestigen in dorpen in een centraal deel van Iran.
In 1942 richtte een groep Koerden in Mahabad de Komalaye Jiani Kurdistan ("Comité voor de Wedergeboorte van Koerdistan") op, met als voorman de religieuze leider Qazi Mohammed. De invloed van dit comité breidde zich (ondergronds) snel uit. In 1945 ging het op in een Koerdische Democratische Partij. Op 22 januari 1946 werd Qazi Mohammed in Mahabad tot president van de Republiek Mahabad uitgeroepen. Hij eiste van de centrale regering in Teheran vergaande regionale autonomie. De Iraanse premier Qavam verklaarde dat dit alleen kon gebeuren na vrije verkiezingen onder leiding van Iraanse troepen. Onder dat voorwendsel trokken in december 1946 Iraanse troepen Koerdistan binnen. Qazi Mohammed werd ter dood veroordeeld en opgehangen. Koerdistan bleef verdeeld over vier Iraanse provincies.
In 1961 brak in buurland Irak een opstand uit onder de Koerden, onder leiding van moellah Mustafa Barzani. De Iraanse regering wist Barzani zover te krijgen zijn Iraanse bondgenoten tot rust te manen in ruil voor Irans steun aan het Koerdische verzet in Irak. Eind jaren zestig leefde echter in Iran de weerstand weer op tegen het regime. De KDPI kwam onder leiding van radicalen, die op congressen in 1971 en 1973 besloten tot gewapend verzet met Koerdische autonomie als doel. Na de val van het sjah-regime in 1979 kon de KDPI openlijk als partij functioneren. Inmiddels was de Islamitische Revolutie in volle gang. Veel Koerden, van wie de meerderheid soennieten zijn, verzetten zich tegen deze totalitaire sjiitische beweging, waarop de KDPI opnieuw werd verboden. In april 1980 kondigde de Iraanse regering een economische blokkade van de Koerdische gebieden af.
Toen in september 1980 de Iraans-Iraakse oorlog uitbrak, legerde Iran troepen in Koerdistan. De Koerden verzetten zich en het lukte de KDPI in de bergen enkele 'bevrijde zones' in te stellen. Bagdad steunde de Iraanse Koerdische rebellen en de KDPI kon haar centrale hoofdkwartier dicht bij de grens in Irak vestigen. Teheran steunde daarentegen de Iraakse KDP. Het kwam verscheidene malen tot bloedige conflicten tussen deze aanvankelijk zo met elkaar verbonden groepen. Na de dood van Khomeini zocht KDPI-leider Ghassemlou contact met Teheran. Via bemiddeling van de Weense universitaire docent en Koerd dr. Rasoul kwam het tot een gesprek tussen Ghassemlou en twee Iraanse diplomaten. Tijdens deze ontmoeting op 13 juli 1989 werden Ghassemlou, een medewerker en bemiddelaar Rasoul doodgeschoten. In 1992 werd in Berlijn de opvolger van Ghassemlou tijdens een soortgelijke ontmoeting vermoord. De Iraanse regering ontkende elke betrokkenheid bij de aanslagen, die vrijwel zeker door de Iraanse geheime dienst werden uitgevoerd. Sindsdien is de KDPI verzwakt.
Op dit moment is vooral de Partij voor een vrij leven in Koerdistan (PJAK), de overkoepelende partij van de PKK, actief. Net als de PKK strijdt de PJAK vooral in de bergen.

### Syrië

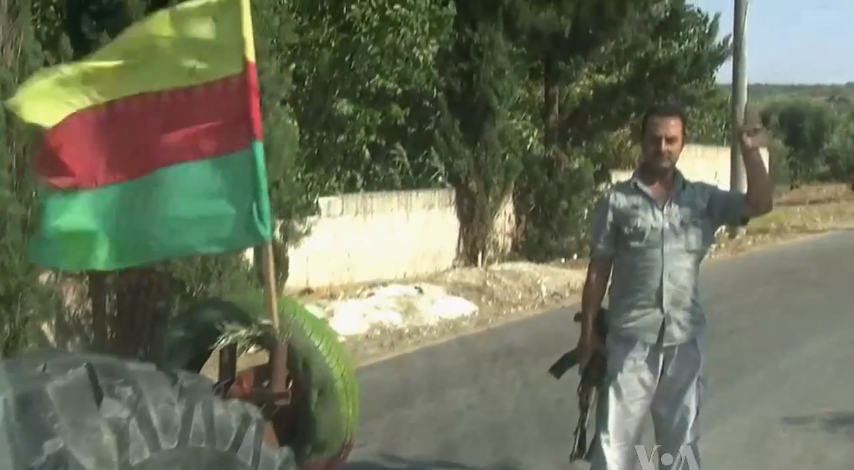
YPG-checkpoint in Afrin (augustus 2012)

De Koerden vormen de grootste etnische minderheid in Syrië. Zij vormen circa tien procent van de bevolking en leven voornamelijk in het noordoosten van het land. De meesten van hen zijn soennitische moslims, er zijn ook jezidische Koerden in Syrië. Een heel klein aantal van hen zijn christenen en alevieten.
Tijdens de Syrische Burgeroorlog hebben de Syrische Koerden kans gezien om een autonoom gebied te realiseren genaamd Rojava.

## Voormalige Sovjet-Unie

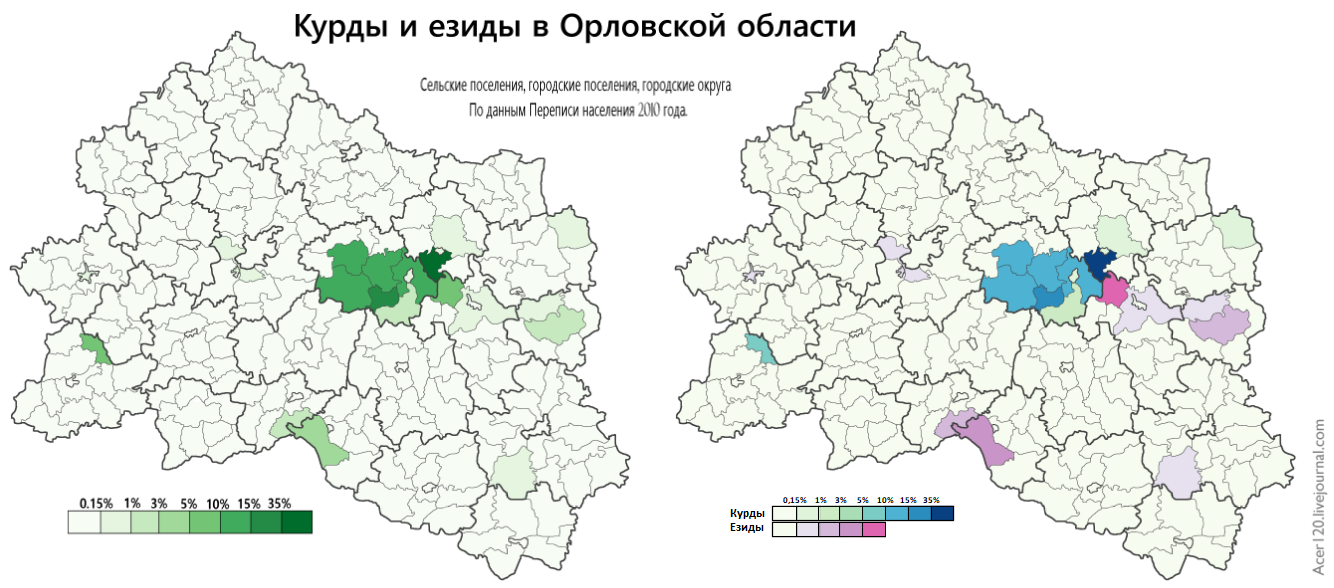
Koerden en Jezidi's in Oblast Orjol in % (2010)

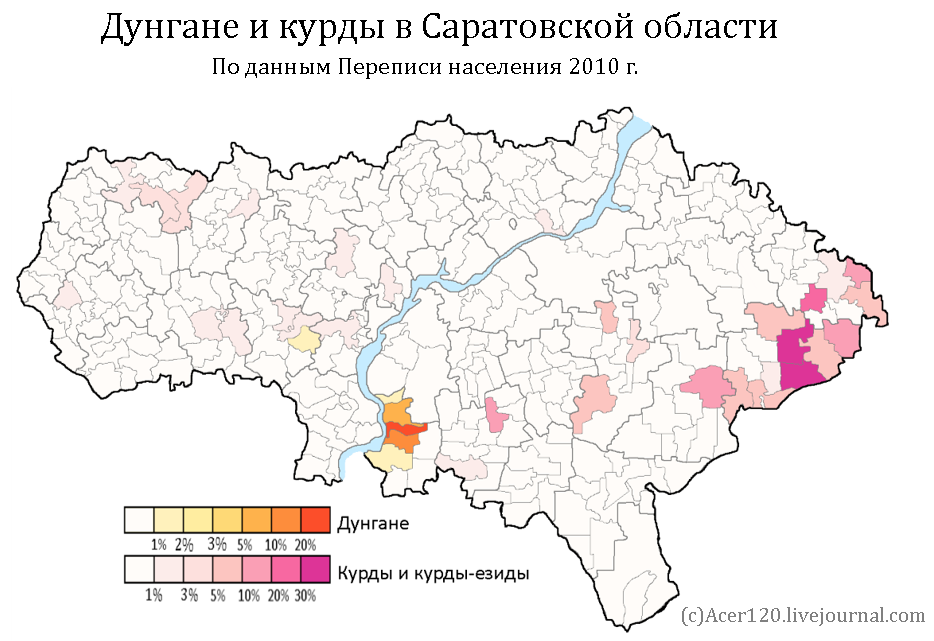
Doenganen en Koerden in Oblast Saratov in % (2010)

De Sovjetvolkstelling van 1926 registreerde bijna 100.000 etnische Koerden in de Sovjet-Unie; deze Koerden leefden nagenoeg uitsluitend in de Transkaukasische Socialistische Federatieve Sovjetrepubliek. In 1920 werden twee Koerdische bewoonde gebieden, Jewanshir (hoofdstad Kalbajar) en Oost-Zangazur (hoofdstad Lachin), gecombineerd om van 1923 tot 1929 de "Koerdische Okroeg" (of "Rood Koerdistan") te vormen. In de Koerdische Okroeg vormden de 37.200 etnische Koerden ruim 70% van de in totaal 51.400 inwoners. In 1937, tijdens het stalinisme, werden tienduizenden etnische Koerden in en rondom Nachitsjevan (tegenwoordig: gebied tussen Armenië en Azerbeidzjan) het slachtoffer van geweld en gedwongen deportaties naar onder andere Turkmenistan, Kazachstan en Kirgizië. In 1944 vond een tweede gedwongen deportatie van de overgebleven Koerden - dit keer uit wat nu Georgië is - plaats. Tienduizenden Koerden kwamen tijdens deze gedwongen deportaties - die veelal plaatsvonden in erbarmelijke omstandigheden in treinwagons - om het leven door infecties, honger en geweld.
Tijdens de Oorlog in Nagorno-Karabach vluchtten tienduizenden (islamitische) Koerden (tezamen met Azerbeidzjanen) uit de door Armenië gecontroleerde gebieden, waardoor tientallen dorpen in dit gebied ontvolkt zijn geraakt. De meeste Koerdische vluchtelingen en ontheemden vestigden zich Ağcabədi (Azerbeidzjan), waar ze in de twintigste eeuw nog in vluchtelingenkampen verblijven. In de Sovjetvolkstelling 1989 werden 152.717 Koerden geregistreerd, waarvan de grootste gemeenschappen in de Armeense Socialistische Sovjetrepubliek (56.127 personen, met name Jezidi's), de Georgische Socialistische Sovjetrepubliek (33.331 personen), de Kazachse Socialistische Sovjetrepubliek (25.425 personen), de Kirgizische Socialistische Sovjetrepubliek (14.262 personen) en de Azerbeidzjaanse Socialistische Sovjetrepubliek (12.226 personen).  Tijdens de etnische spanningen tussen Kirgiezen en Oezbeken in juni 1990 in de buurt van de Vallei van Fergana, verhuisden veel Koerden vanuit Kirgizië naar Kazachstan. Zo woonden er in 2020 officieel 47.153 Koerden (0,3% van de bevolking) in Kazachstan. In de Russische volkstelling van 2010 werden 63.818 Koerden geteld (waaronder 40.586 Jezidi's), terwijl er in Armenië in 2011 35.308 Jezidi's en 2.162 Koerden werden geregistreerd. Georgië had in de census van 2014 ruim 12.000 Koerden, waarvan het overgrote deel in Tbilisi woonde, terwijl er in Azerbeidzjan volgens officiële cijfers slechts 6.100 Koerden zijn overgebleven.

## Westen
In veel landen, zoals Nederland en België, wonen Koerdische vluchtelingen. Het aantal Koerdische Irakese vluchtelingen alleen al wordt geschat op 22.800. In Nederland leven momenteel ongeveer 70.000 Koerden. Duitsland heeft de grootste Koerdische gemeenschap in Europa; er wonen ongeveer een half miljoen Koerden. Ook in de Verenigde Staten wonen veel Koerden; vooral de stad Nashville heeft een grote Koerdische gemeenschap. Daarnaast vestigden veel Koerden zich in Frankrijk, Griekenland, Oostenrijk, Rusland, Verenigd Koninkrijk en Zweden.